# Instituto Nacional de Medicina Legal y Ciencias Forenses
El Instituto Nacional de Medicina Legal y Ciencias Forenses es un establecimiento público colombiano, adscrito a la Fiscalía General de la Nación, encargado de practicar la actividad forense en el país.

## Servicios
Entre sus servicios a la ciudadanía se encuentran la emisión de certificado de necropsia, mediante autorización de la autoridad competente, la búsqueda de personas reportadas como desaparecidas, la entrega de cadáveres , la evaluación psiquiátrica o psicológica forense, la realización de exámenes médico-legales, la investigación genética de la paternidad (con previa autorización del Instituto Colombiano de Bienestar Familiar), y la investigación genética de la paternidad y/o maternidad en procesos civiles.

## Reconocimiento en Brasil
El instituto fue galardonado en Brasil por su solidaridad tras el accidente del Vuelo 2933 de LaMia en el murieron 71 personas entre ellos periodistas, directivos, médicos y jugadores del equipo de fútbol brasileño Chapecoense.